# Kazuno (stad)
Kazuno (Japans: 鹿角市, Kazuno-shi) is een stad in de prefectuur Akita in het noorden van Honshu, Japan. De stad heeft een oppervlakte van 707,34 km² en begin 2008 ruim 35.500 inwoners.

## Geschiedenis
Kazuno werd op 1 april 1972 een stad (shi).

## Verkeer
Kazuno ligt aan de Hanawa-lijn van de East Japan Railway Company.
Kazuno ligt aan de Tohoku-autosnelweg en aan de autowegen 103, 104, 282, 341 en 454.

## Geboren in Kazuno
- Junko Asari, marathonloopster
- Makiko Ito, marathonloopster
- Yasuhiko Okudera, voetballer

## Stedenband
Kazuno heeft een stedenband met
- Sopron, Hongarije sinds 1995;
- Wuwei, China, sinds 6 november 2000.

## Aangrenzende steden
- Kitaakita
- Odate
- Senboku
- Hachimantai
- Towada